# Министр обороны Франции
Министр обороны (фр. Ministre de la Défense) — министерский пост в правительстве Франции, которому вверено выполнение военных вопросов Франции.

## История
Государственный секретарь по военным вопросам — пост, один из четырёх специализированных государственных секретарей, учреждённых во Франции в 1589 году. Данный государственный секретарь отвечал за армию. В 1791 году государственный секретарь стал «военным министром». Наряду с другими министерскими постами, должность министра была отменена в 1794 году и восстановлена в следующем году. В 1930-х годы, пост часто называли «военный министр и национальной обороны». После Второй мировой войны, военное министерство было объединено с военно-морским министерством, поглощая роль министра военно-морского флота и колоний, с министром национальной обороны во главе (с 1974 по 2010 год, должность называлась министр обороны, а с 2010 по 2012 год министр обороны и по делам ветеранов) руководя всей военной сферой. В 2012 году возвратили старое название.
Нынешний министр обороны — Себастьян Лекорню.

## Список глав военных ведомств Франции с 1643 года

### Государственные секретари по военным вопросам (1643—1791)
| Государственный секретарь                               | Начало деятельности | Окончание деятельности |
| Луи де Револь                                           | 1 января 1589       | 1594                   |
| Никола IV де Нёвиль, маркиз де Вильруа                  | 1594                | 1606                   |
| Никола Брюлар маркиз де Силлери                         | 4 марта 1606        | 1616                   |
| Клод Манго                                              | 4 марта 1606        | 1616                   |
| Арман Жан дю Плесси, епископ Люсонский                  | 25 ноября 1616      | 1617                   |
| Никола Брюлар маркиз де Силлери                         | 24 апреля 1617      | 1624                   |
| Шарль Ле Боклерк                                        | 5 февраля 1624      | 1630                   |
| Абель Сервьен, маркиз де Сабле                          | 11 декабря 1630     | 1636                   |
| François Sublet, seigneur des Noyers                    | 12 февраля 1636     | 1643                   |
| Мишель Летелье                                          | 13 апреля 1643      | январь 1651            |
| Анри-Огюст де Ломени                                    | январь              | декабрь 1651           |
| Мишель Летелье                                          | декабрь 1651        | 1662                   |
| Франсуа-Мишель Летелье, маркиз де Лувуа                 | 24 февраля 1662     | 15 июля 1691           |
| Луи Франсуа Мари Летелье де Лувуа, маркиз де Барбезье   | 16 июля 1691        | 5 января 1701          |
| Мишель Шамильяр                                         | 5 января 1701       | 9 июня 1709            |
| Daniel Voysin de la Noiraye                             | 9 июня 1709         | 14 сентября 1715       |
| Клод Луи Гектор де Виллар                               | 1 октября 1715      | 24 сентября 1718       |
| Claude le Blanc                                         | 24 сентября 1718    | 1 июля 1723            |
| François Victor le Tonnelier de Breteuil                | 1 июля 1723         | 19 июня 1726           |
| Claude le Blanc                                         | 19 июня 1726        | 1728                   |
| Nicolas Prosper Bauyn d'Angervilliers                   | июль 1728           | февраль 1740           |
| François Victor le Tonnelier de Breteuil                | февраль 1740        | 7 января 1743          |
| Марк Пьер, граф д’Аржансон                              | 7 января 1743       | 1 февраля 1757         |
| Марк Антуан Рене, маркиз де-Польми д’Аржансон           | 1 февраля 1757      | 3 марта 1758           |
| Шарль-Луи-Огюст Фуке, герцог де Бель-Иль                | 3 марта 1758        | 27 января 1761         |
| герцог Этьен Франсуа де Шуазёль                         | 27 января 1761      | 24 декабря 1770        |
| Louis François, marquis de Monteynard                   | 26 января 1771      | 27 января 1774         |
| Эммануэль Арман де Виньеро дю Плесси-Ришельё            | 27 января 1774      | 2 июня 1774            |
| Луи Никола Виктор де Феликс д’Ольере, граф де Мюи       | 5 июня 1774         | 10 октября 1775        |
| Клод-Луи, граф де Сен-Жермен                            | 27 октября 1775     | 27 сентября 1777       |
| Alexandre Marie Léonor de Saint-Mauris de Montbarrey    | 27 сентября 1777    | 19 декабря 1780        |
| маркиз Филипп Анри де Сегюр                             | 23 декабря 1780     | 29 августа 1787        |
| Луи-Огюст де Тоннельер, барон де Бретей, барон де Прейи | 29 августа 1787     | 23 сентября 1787       |
| Луи-Мари-Атаназ де Ломени, граф де Бриенн               | 23 сентября 1787    | 30 ноября 1788         |
| Louis Pierre de Chastenet, comte de Puységur            | 30 ноября 1788      | 13 июля 1789           |
| герцог Виктор Франсуа де Брольи                         | 13 июля 1789        | 16 июля 1789           |
| Жан-Фредерик де Латур дю Пен Гуверне                    | 4 августа 1789      | 16 ноября 1790         |
| Louis le Bègue du Presle Duportail                      | 16 ноября 1790      | 7 декабря 1791         |

### Военные министры (1791—1940)
| Министр                                                         | Начало деятельности | Окончание деятельности |
| граф Луи де Нарбонн-Лара                                        | 7 декабря 1791      | 9 марта 1792           |
| Пьер-Мари де Грав                                               | 9 марта 1792        | 9 мая 1792             |
| Жозеф-Мари-Серван де Жербе                                      | 9 мая 1792          | 13 июня 1792           |
| Шарль Дюмурье                                                   | 13 июня 1792        | 18 июня 1792           |
| Пьер-Огюст Лажар                                                | 18 июня 1792        | 23 июля 1792           |
| Шарль Франквилль Абанкур                                        | 23 июля 1792        | 10 августа 1792        |
| Жозеф-Мари-Серван де Жербе                                      | 10 августа 1792     | 3 октября 1792         |
| Pierre Henri Hélène Marie Lebrun-Tondu                          | 3 октября 1792      | 18 октября 1792        |
| Жан-Николя Паш                                                  | 18 октября 1792     | 4 февраля 1793         |
| Пьер Риель де Бёрнонвиль                                        | 4 февраля 1793      | 1 апреля 1793          |
| Pierre Henri Hélène Marie Lebrun-Tondu                          | 1 апреля 1793       | 4 апреля 1793          |
| Жан Батист Ноэль Бушот                                          | 4 апреля 1793       | 20 апреля 1794         |
| пост ликвидирован                                               | 20 апреля 1794      | 3 ноября 1795          |
| Жан-Батист Аннибаль Обер-Дюбайе                                 | 3 ноября 1795       | 8 февраля 1796         |
| Клод-Луи Петье                                                  | 8 февраля 1796      | 15 июля 1797           |
| Лазар Гош                                                       | 15 июля 1797        | 22 июля 1797           |
| Бартелеми Луи Жозеф Шерер                                       | 22 июля 1797        | 21 февраля 1799        |
| Louis Marie de Milet de Mureau                                  | 21 февраля 1799     | 2 июля 1799            |
| Жан Батист Бернадот                                             | 2 июля 1799         | 14 сентября 1799       |
| Эдмон Луи Дюбуа-Крансе                                          | 14 сентября 1799    | 10 ноября 1799         |
| Луи Александр Бертье                                            | 11 ноября 1799      | 2 апреля 1800          |
| Лазар Карно                                                     | 2 апреля 1800       | 8 октября 1800         |
| Луи Александр Бертье, князь Нёвшательский                       | 8 октября 1800      | 19 августа 1807        |
| Анри Кларк, герцог Фельтрский                                   | 19 августа 1807     | 1 апреля 1814          |
| граф Пьер-Антуан Дюпон де л’Этан                                | 3 апреля 1814       | 3 декабря 1814         |
| Никола Жан де Дьё Сульт, герцог Далматский                      | 3 декабря 1814      | 11 марта 1815          |
| Анри Кларк, герцог Фельтрский                                   | 11 марта 1815       | 20 марта 1815          |
| Луи Никола Даву, герцог Ауэрштедтский                           | 20 марта 1815       | 7 июля 1815            |
| маркиз Лоран де Гувион Сен-Сир                                  | 7 июля 1815         | 26 сентября 1815       |
| Анри Кларк, герцог Фельтрский                                   | 26 сентября 1815    | 12 сентября 1817       |
| маркиз Лоран де Гувион Сен-Сир                                  | 12 сентября 1817    | 19 ноября 1819         |
| Мари Виктор Николя де Фэ, маркиз де Латур-Мобур                 | 19 ноября 1819      | 14 декабря 1821        |
| Клод-Виктор Перрен, герцог де Беллуно                           | 14 декабря 1821     | 23 марта 1823          |
| виконт Александр Дижон                                          | 23 марта 1823       | 15 апреля 1823         |
| Клод-Виктор Перрен, герцог де Беллуно                           | 15 апреля 1823      | 19 октября 1823        |
| Анж Иасент Максанс, барон де Дамас                              | 19 октября 1823     | 4 августа 1824         |
| Эме де Клермон-Тоннер                                           | 4 августа 1824      | 4 января 1828          |
| Louis Victor de Blacquetot de Caux                              | 4 января 1828       | 8 августа 1829         |
| граф Луи Огюст Виктор де Ген де Бурмон                          | 8 августа 1829      | 31 июля 1830           |
| граф Этьенн-Морис Жерар                                         | 31 июля 1830        | 17 ноября 1830         |
| Никола Жан де Дьё Сульт, герцог Далматский                      | 17 ноября 1830      | 18 июля 1834           |
| граф Этьенн-Морис Жерар                                         | 18 июля 1834        | 10 ноября 1834         |
| Simon Bernard                                                   | 10 ноября 1834      | 18 ноября 1834         |
| Эдуард Адольф Казимир Жозеф Мортье, герцог Тревизский           | 18 ноября 1834      | 12 марта 1835          |
| граф Анри де Риньи                                              | 12 марта 1835       | 30 апреля 1835         |
| маркиз Николя Жозеф Мезон                                       | 30 апреля 1835      | 6 сентября 1836        |
| Simon Bernard                                                   | 6 сентября 1836     | 31 марта 1839          |
| Amédée Louis Despans-Cubières                                   | 31 марта 1839       | 12 мая 1839            |
| Антуан Виржиль Шнайдер                                          | 12 мая 1839         | 1 марта 1840           |
| Amédée Louis Despans-Cubières                                   | 1 марта 1840        | 29 октября 1840        |
| Никола Жан де Дьё Сульт, герцог Далматский                      | 29 октября 1840     | 10 ноября 1845         |
| Alexandre Pierre Chevalier Moline de Saint-Yon                  | 10 ноября 1845      | 9 мая 1847             |
| Камиль Альфонс Трезель                                          | 9 мая 1847          | 24 февраля 1848        |
| Мари-Альфонс Бедо                                               | 24 февраля 1848     | 25 февраля 1848        |
| барон Жак-Жерве Сюберви                                         | 25 февраля 1848     | 20 марта 1848          |
| Луи Эжен Кавеньяк                                               | 20 марта 1848       | 5 апреля 1848          |
| Франсуа Араго                                                   | 5 апреля 1848       | 11 мая 1848            |
| Jean-Baptiste Adolphe Charras                                   | 11 мая 1848         | 17 мая 1848            |
| Луи Эжен Кавеньяк                                               | 17 мая 1848         | 28 июня 1848           |
| Луи Жюшо де Ламорисье                                           | 28 июня 1848        | 20 декабря 1848        |
| Joseph Marcelin Rulhières                                       | 20 декабря 1848     | 31 октября 1849        |
| граф Альфонс Анри д’Отпуль                                      | 31 октября 1849     | 22 октября 1850        |
| Jean-Paul, comte de Schramm                                     | 22 октября 1850     | 9 января 1851          |
| граф Огюст Этьен Реньо де Сен-Жан д’Анжелиy                     | 9 января 1851       | 24 января 1851         |
| Жак Луи Рандон                                                  | 24 января 1851      | 26 октября 1851        |
| Жак Леруа де Сент-Арно                                          | 26 октября 1851     | 11 марта 1854          |
| Жан Батист Филибер Вальян                                       | 11 марта 1854       | 5 мая 1859             |
| Жак Луи Рандон                                                  | 5 мая 1859          | 20 января 1867         |
| Адольф Ньель                                                    | 20 января 1867      | 13 августа 1869        |
| Charles Rigault de Genouilly                                    | 13 августа 1869     | 21 августа 1869        |
| Эдмон Лебёф                                                     | 21 августа 1869     | 20 июля 1870           |
| Pierre Charles Dejean                                           | 20 июля 1870        | 10 августа 1870        |
| Шарль Кузен-Монтабан, граф де Паликао                           | 10 августа 1870     | 4 сентября 1870        |
| Адольф Эммануэль Шарль Ле Фло                                   | 4 сентября 1870     | 5 июня 1871            |
| Эрнст Курто де Сиссе                                            | 5 июня 1871         | 25 мая 1873            |
| François Claude du Barail                                       | 29 мая 1873         | 22 мая 1874            |
| Эрнст Курто де Сиссе                                            | 22 мая 1874         | 15 августа 1876        |
| Jean Auguste Berthaut                                           | 15 августа 1876     | 23 ноября 1877         |
| Гаэтан де Гримоде де Рошбуэ                                     | 23 ноября 1877      | 13 декабря 1877        |
| Jean-Louis Borel                                                | 13 декабря 1877     | 16 мая 1878            |
| Henri François Xavier Gresley                                   | 16 мая 1878         | 28 декабря 1879        |
| Жан Жозеф Фредерик Альбер Фарр                                  | 28 декабря 1879     | 14 ноября 1881         |
| Жан-Батист Кампенон                                             | 14 ноября 1881      | 26 января 1882         |
| Жан-Батист Бийо                                                 | 30 января 1882      | 29 января 1883         |
| Jean Thibaudin                                                  | 31 января 1883      | 9 октября 1883         |
| Жан-Батист Кампенон                                             | 9 октября 1883      | 3 января 1885          |
| Леваль, Жюль Луи                                                | 3 января 1885       | 6 апреля 1885          |
| Жан-Батист Кампенон                                             | 6 апреля 1885       | 7 января 1886          |
| Жорж Буланже                                                    | 7 января 1886       | 30 мая 1887            |
| Теофиль Феррон                                                  | 30 мая 1887         | 12 декабря 1887        |
| François Auguste Logerot                                        | 12 декабря 1887     | 3 апреля 1888          |
| Шарль де Фрейсине                                               | 3 апреля 1888       | 11 января 1893         |
| Жюльен Леон Луазийон                                            | 11 января 1893      | 3 декабря 1893         |
| Огюст Мерсье                                                    | 3 декабря 1893      | 24 января 1895         |
| Эмиль Цурлинден                                                 | 28 января 1895      | 1 ноября 1895          |
| Годфруа Кавеньяк                                                | 1 ноября 1895       | 29 апреля 1896         |
| Жан-Батист Бийо                                                 | 29 апреля 1896      | 28 июня 1898           |
| Годфруа Кавеньяк                                                | 28 июня 1898        | 5 сентября 1898        |
| Эмиль Цурлинден                                                 | 5 сентября 1898     | 17 сентября 1898       |
| Шарль Шануан                                                    | 17 сентября 1898    | 25 октября 1898        |
| Эдуар Локруа                                                    | 25 октября 1898     | 1 ноября 1898          |
| Шарль де Фрейсине                                               | 1 ноября 1898       | 6 мая 1899             |
| Camille Krantz                                                  | 6 мая 1899          | 22 июня 1899           |
| маркиз Гастон де Галифе                                         | 22 июня 1899        | 20 мая 1900            |
| Луи Андре                                                       | 20 мая 1900         | 14 ноября 1904         |
| Maurice Berteaux                                                | 14 ноября 1904      | 12 ноября 1905         |
| Эжен Этьен                                                      | 12 ноября 1905      | 25 октября 1906        |
| Мари-Жорж Пикар                                                 | 25 октября 1906     | 24 июля 1909           |
| Jean Brun                                                       | 24 июля 1909        | 23 февраля 1911        |
| Аристид Бриан                                                   | 23 февраля 1911     | 2 марта 1911           |
| Maurice Berteaux                                                | 2 марта 1911        | 21 мая 1911            |
| François Louis Auguste Goiran                                   | 27 мая 1911         | 27 июня 1911           |
| Adolphe Messimy                                                 | 27 июня 1911        | 14 января 1912         |
| Александр Мильеран                                              | 14 января 1912      | 12 января 1913         |
| Альбер Лебрен                                                   | 12 января 1913      | 21 января 1913         |
| Эжен Этьен                                                      | 21 января 1913      | 9 декабря 1913         |
| Жозеф Нуланс                                                    | 9 декабря 1913      | 9 июня 1914            |
| Теофиль Делькассе                                               | 9 июня 1914         | 13 июня 1914           |
| Adolphe Messimy                                                 | 13 июня 1914        | 26 августа 1914        |
| Александр Мильеран                                              | 26 августа 1914     | 29 октября 1915        |
| Жозеф Галлиени                                                  | 29 октября 1915     | 16 марта 1916          |
| Pierre Roques                                                   | 16 марта 1916       | 12 декабря 1916        |
| Юбер Лиоте                                                      | 12 декабря 1916     | 14 марта 1917          |
| Lucien Lacaze                                                   | 14 марта 1917       | 20 марта 1917          |
| Поль Пенлеве                                                    | 20 марта 1917       | 16 ноября 1917         |
| Жорж Клемансо                                                   | 16 ноября 1917      | 20 января 1920         |
| Андре Лефевр                                                    | 20 января 1920      | 16 декабря 1920        |
| Фламиний Райберти                                               | 16 декабря 1920     | 16 января 1921         |
| Луи Барту                                                       | 16 января 1921      | 15 января 1922         |
| Андре Мажино                                                    | 15 января 1922      | 14 июня 1924           |
| Charles Nollet                                                  | 14 июня 1924        | 17 апреля 1925         |
| Поль Пенлеве                                                    | 17 апреля 1925      | 29 октября 1925        |
| Эдуар Даладье                                                   | 29 октября 1925     | 28 ноября 1925         |
| Поль Пенлеве                                                    | 28 ноября 1925      | 23 июня 1926           |
| Адольф Гийома                                                   | 23 июня 1926        | 19 июля 1926           |
| Поль Пенлеве                                                    | 19 июля 1926        | 3 ноября 1929          |
| Андре Мажино                                                    | 3 ноября 1929       | 21 февраля 1930        |
| René Besnard                                                    | 21 февраля 1930     | 2 марта 1930           |
| Андре Мажино                                                    | 2 марта 1930        | 13 декабря 1930        |
| Луи Барту                                                       | 13 декабря 1930     | 27 января 1931         |
| Андре Мажино                                                    | 27 января 1931      | 6 января 1932          |
| Андре Тардьё                                                    | 14 января 1932      | 20 февраля 1932        |
| François Piétri                                                 | 20 февраля 1932     | 3 июня 1932            |
| Жозеф Поль-Бонкур                                               | 3 июня 1932         | 18 декабря 1932        |
| Эдуар Даладье                                                   | 18 декабря 1932     | 30 января 1934         |
| Jean Fabry                                                      | 30 января 1934      | 4 февраля 1934         |
| Жозеф Поль-Бонкур                                               | 4 февраля 1934      | 9 февраля 1934         |
| Филипп Петен                                                    | 9 февраля 1934      | 8 ноября 1934          |
| Луи Марен                                                       | 8 ноября 1934       | 7 июня 1935            |
| Жан Фабри                                                       | 7 июня 1935         | 24 января 1936         |
| Луи Марен                                                       | 24 января 1936      | 4 июня 1936            |
| Эдуар Даладье                                                   | 4 июня 1936         | 18 мая 1940            |
| Поль Рейно                                                      | 18 мая 1940         | 16 июня 1940           |
| Максим Вейган (национальная оборона) and Louis Colson (военный) | 16 июня 1940        | 6 сентября 1940        |
| Шарль Хюнтцигер                                                 | 6 сентября 1940     | 11 августа 1941        |
| Франсуа Дарлан                                                  | 11 августа 1941     | 18 апреля 1942         |
| Eugène Bridoux                                                  | 18 апреля 1942      | 20 августа 1944        |

### Военные комиссары (1941—1944)
| Комиссары          | Начало деятельности | Окончание деятельности |
| Paul Legentilhomme | 24 сентября 1941    | 9 ноября 1943          |
| André Le Troquet   | 9 ноября 1943       | 4 апреля 1944          |
| André Diethelm     | 4 апреля 1944       | 10 сентября 1944       |

### Министры национальной обороны (1944—1974)
| Министр                                                                             | Начало деятельности | Окончание деятельности |
| André Diethelm                                                                      | 10 сентября 1944    | 21 ноября 1945         |
| Edmond Michelet                                                                     | 21 ноября 1945      | 24 июня 1946           |
| Феликс Гуэн                                                                         | 24 июня 1946        | 16 декабря 1946        |
| André Le Troquer                                                                    | 16 декабря 1946     | 22 января 1947         |
| Франсуа Бийу                                                                        | 22 января 1947      | 4 мая 1947             |
| Ивон Дельбос                                                                        | 4 мая 1947          | 22 октября 1947        |
| Пьер-Анри Тежен                                                                     | 22 октября 1947     | 26 июля 1948           |
| Рене Мейер                                                                          | 26 июля 1948        | 11 сентября 1948       |
| Поль Рамадье                                                                        | 11 сентября 1948    | 28 октября 1949        |
| Рене Плевен                                                                         | 29 октября 1949     | 12 июля 1950           |
| Жюль Мок                                                                            | 12 июля 1950        | 11 августа 1951        |
| Жорж Бидо                                                                           | 11 августа 1951     | 8 марта 1952           |
| Рене Плевен                                                                         | 8 марта 1952        | 19 июня 1954           |
| Мари Жозеф Пьер Франсуа Кёниг                                                       | 19 июня 1954        | 14 августа 1954        |
| Emmanuel Temple                                                                     | 14 августа 1954     | 20 января 1955         |
| Jacques Chevallier (национальная оборона)) и Морис Буржес Монури (вооружённые силы) | 20 января 1955      | 23 февраля 1955        |
| Мари Жозеф Пьер Франсуа Кёниг                                                       | 23 февраля 1955     | 6 октября 1955         |
| Пьер Бийот                                                                          | 6 октября 1955      | 1 февраля 1956         |
| Морис Буржес Монури                                                                 | 1 февраля 1956      | 13 июня 1957           |
| Андре Морис                                                                         | 13 июня 1957        | 6 ноября 1957          |
| Жак Шабан-Дельмас                                                                   | 6 ноября 1957       | 14 мая 1958            |
| Пьер де Шевинье                                                                     | 14 мая 1958         | 1 июня 1958            |
| Шарль де Голль (национальная оборона) и Пьер Гийома (армии)                         | 1 июня 1958         | 8 января 1959          |
| Пьер Гийома                                                                         | 8 января 1959       | 5 февраля 1960         |
| Пьер Мессмер                                                                        | 5 февраля 1960      | 22 июня 1969           |
| Мишель Дебре                                                                        | 22 июня 1969        | 4 апреля 1973          |
| Робер Галлей                                                                        | 4 апреля 1973       | 28 мая 1974            |

### Министры обороны (1974—2010)
| Министр           | Начало деятельности | Окончание деятельности |
| Жак Суффле        | 28 мая 1974         | 1 февраля 1975         |
| Ивон Бурж         | 1 февраля 1975      | 2 октября 1980         |
| Жоэль Ле Тэйль    | 2 октября 1980      | 14 декабря 1980        |
| Робер Галлей      | 22 декабря 1980     | 22 мая 1981            |
| Шарль Эрню        | 22 мая 1981         | 20 сентября 1985       |
| Поль Килье        | 20 сентября 1985    | 20 марта 1986          |
| Андре Жиро        | 20 марта 1986       | 12 мая 1988            |
| Жан-Пьер Шевенман | 12 мая 1988         | 29 января 1991         |
| Пьер Жокс         | 29 января 1991      | 9 марта 1993           |
| Пьер Береговуа    | 9 марта 1993        | 29 марта 1993          |
| Франсуа Леотар    | 29 марта 1993       | 18 мая 1995            |
| Шарль Мийон       | 18 мая 1995         | 4 июня 1997            |
| Ален Ришар        | 4 июня 1997         | 7 мая 2002             |
| Мишель Аллио-Мари | 7 мая 2002          | 15 мая 2007            |
| Эрве Морен        | 18 мая 2007         | 14 ноября 2010         |

### Министры обороны и по делам ветеранов (2010—2012)
| Министр     | Начало деятельности | Окончание деятельности |
| Ален Жюппе  | 14 ноября 2010      | 27 февраля 2011        |
| Жерар Лонге | 27 февраля 2011     | 10 мая 2012            |

### Министры обороны (2012—2017)
| Министр         | Начало деятельности | Окончание деятельности |
| Жан-Ив Ле Дриан | 16 мая 2012         | 17 мая 2017            |

### Министры Вооружённых сил (2017—)
| Министр           | Начало деятельности | Окончание деятельности |
| Сильви Гулар      | 17 мая 2017         | 20 июня 2017           |
| Флоранс Парли     | 21 июня 2017        | 20 мая 2022            |
| Себастьян Лекорню | 20 мая 2022         |                        |